# 행성연방

행성연방의 기

행성연방(行星聯邦, 영어: United Federation of Planets)은 미국의 SF 드라마 《스타 트렉 시리즈》에 등장하는 가공의 성간 국가 중 하나이다. 산하에 스타플릿등 여러 기구를 두고 있다.